# Incontri ufficiali della nazionale maschile di calcio dell'Italia dal 2001
Di seguito, la cronologia degli incontri ufficiali della nazionale maschile di calcio dell'Italia dal 2001 in poi.

## Partite dal 2001 al 2010
| Cronologia completa degli incontri della nazionale ― Italia | Cronologia completa degli incontri della nazionale ― Italia | Cronologia completa degli incontri della nazionale ― Italia | Cronologia completa degli incontri della nazionale ― Italia | Cronologia completa degli incontri della nazionale ― Italia | Cronologia completa degli incontri della nazionale ― Italia | Cronologia completa degli incontri della nazionale ― Italia                        | Cronologia completa degli incontri della nazionale ― Italia |
| Data                                                        | Città                                                       | In casa                                                     | Risultato                                                   | Ospiti                                                      | Competizione                                                | Reti                                                                               | Note                                                        |
| ----------------------------------------------------------- | ----------------------------------------------------------- | ----------------------------------------------------------- | ----------------------------------------------------------- | ----------------------------------------------------------- | ----------------------------------------------------------- | ---------------------------------------------------------------------------------- | ----------------------------------------------------------- |
| 28-2-2001                                                   | Roma                                                        | Italia                                                      | 1 – 2                                                       | Argentina                                                   | Amichevole                                                  | Stefano Fiore                                                                      | All:G. Trapattoni Cap:P. Maldini                            |
| 24-3-2001                                                   | Bucarest                                                    | Romania                                                     | 0 – 2                                                       | Italia                                                      | Qual. Mondiali 2002                                         | 2 Filippo Inzaghi                                                                  | All:G. Trapattoni Cap:P. Maldini                            |
| 28-3-2001                                                   | Trieste                                                     | Italia                                                      | 4 – 0                                                       | Lituania                                                    | Qual. Mondiali 2002                                         | 2 Alessandro Del Piero 2 Filippo Inzaghi                                           | All:G. Trapattoni Cap:P. Maldini                            |
| 25-4-2001                                                   | Perugia                                                     | Italia                                                      | 1 – 0                                                       | Sudafrica                                                   | Amichevole                                                  | Vincenzo Montella                                                                  | All:G. Trapattoni Cap:P. Maldini                            |
| 2-6-2001                                                    | Tbilisi                                                     | Georgia                                                     | 1 – 2                                                       | Italia                                                      | Qual. Mondiali 2002                                         | Marco Delvecchio Francesco Totti                                                   | All:G. Trapattoni Cap:P. Maldini                            |
| 1-9-2001                                                    | Kaunas                                                      | Lituania                                                    | 0 – 0                                                       | Italia                                                      | Qual. Mondiali 2002                                         | -                                                                                  | All:G. Trapattoni Cap:P. Maldini                            |
| 5-9-2001                                                    | Piacenza                                                    | Italia                                                      | 1 – 0                                                       | Marocco                                                     | Amichevole                                                  | Damiano Tommasi                                                                    | All:G. Trapattoni Cap:F. Cannavaro                          |
| 6-10-2001                                                   | Parma                                                       | Italia                                                      | 1 – 0                                                       | Ungheria                                                    | Qual. Mondiali 2002                                         | Alessandro Del Piero                                                               | All:G. Trapattoni Cap:P. Maldini                            |
| 7-11-2001                                                   | Saitama                                                     | Giappone                                                    | 1 – 1                                                       | Italia                                                      | Amichevole                                                  | Cristiano Doni                                                                     | All:G. Trapattoni Cap:F. Cannavaro                          |
| 13-2-2002                                                   | Catania                                                     | Italia                                                      | 1 – 0                                                       | Stati Uniti                                                 | Amichevole                                                  | Alessandro Del Piero                                                               | All:G. Trapattoni Cap:F. Cannavaro                          |
| 27-3-2002                                                   | Leeds                                                       | Inghilterra                                                 | 1 – 2                                                       | Italia                                                      | Amichevole                                                  | 2 Vincenzo Montella                                                                | All:G. Trapattoni Cap:F. Cannavaro                          |
| 17-4-2002                                                   | Milano                                                      | Italia                                                      | 1 – 1                                                       | Uruguay                                                     | Amichevole                                                  | Christian Panucci                                                                  | All:G. Trapattoni Cap:F. Cannavaro                          |
| 18-5-2002                                                   | Praga                                                       | Rep. Ceca                                                   | 1 – 0                                                       | Italia                                                      | Amichevole                                                  | -                                                                                  | All:G. Trapattoni Cap:P. Maldini                            |
| 3-6-2002                                                    | Sapporo                                                     | Italia                                                      | 2 – 0                                                       | Ecuador                                                     | Mondiali 2002 - 1º Turno                                    | 2 Christian Vieri                                                                  | All:G. Trapattoni Cap:P. Maldini                            |
| 8-6-2002                                                    | Kashima                                                     | Italia                                                      | 1 – 2                                                       | Croazia                                                     | Mondiali 2002 - 1º Turno                                    | Christian Vieri                                                                    | All:G. Trapattoni Cap:P. Maldini                            |
| 13-6-2002                                                   | Ōita                                                        | Messico                                                     | 1 – 1                                                       | Italia                                                      | Mondiali 2002 - 1º Turno                                    | Alessandro Del Piero                                                               | All:G. Trapattoni Cap:P. Maldini                            |
| 18-6-2002                                                   | Daejeon                                                     | Corea del Sud                                               | 2 – 1 gg                                                    | Italia                                                      | Mondiali 2002 - Ottavi                                      | Christian Vieri                                                                    | All:G. Trapattoni Cap:P. Maldini                            |
| 21-8-2002                                                   | Trieste                                                     | Italia                                                      | 0 – 1                                                       | Slovenia                                                    | Amichevole                                                  | -                                                                                  | All:G. Trapattoni Cap:F. Cannavaro                          |
| 7-9-2002                                                    | Baku                                                        | Azerbaigian                                                 | 0 – 2                                                       | Italia                                                      | Qual. Euro 2004                                             | Alessandro Del Piero autorete                                                      | All:G. Trapattoni Cap:F. Cannavaro                          |
| 12-10-2002                                                  | Napoli                                                      | Italia                                                      | 1 – 1                                                       | Jugoslavia                                                  | Qual. Euro 2004                                             | Alessandro Del Piero                                                               | All:G. Trapattoni Cap:F. Cannavaro                          |
| 16-10-2002                                                  | Cardiff                                                     | Galles                                                      | 2 – 1                                                       | Italia                                                      | Qual. Euro 2004                                             | Alessandro Del Piero                                                               | All:G. Trapattoni Cap:F. Cannavaro                          |
| 20-11-2002                                                  | Pescara                                                     | Italia                                                      | 1 – 1                                                       | Turchia                                                     | Amichevole                                                  | Christian Vieri                                                                    | All:G. Trapattoni Cap:F. Cannavaro                          |
| 12-2-2003                                                   | Genova                                                      | Italia                                                      | 1 – 0                                                       | Portogallo                                                  | Amichevole                                                  | Bernardo Corradi                                                                   | All:G. Trapattoni Cap:F. Cannavaro                          |
| 29-3-2003                                                   | Palermo                                                     | Italia                                                      | 2 – 0                                                       | Finlandia                                                   | Qual. Euro 2004                                             | 2 Christian Vieri                                                                  | All:G. Trapattoni Cap:F. Cannavaro                          |
| 30-4-2003                                                   | Lancy                                                       | Svizzera                                                    | 1 – 2                                                       | Italia                                                      | Amichevole                                                  | Nicola Legrottaglie Cristiano Zanetti                                              | All:G. Trapattoni Cap:C. Panucci                            |
| 4-6-2003                                                    | Campobasso                                                  | Italia                                                      | 2 – 0                                                       | Irlanda del Nord                                            | Amichevole                                                  | Bernardo Corradi Marco Delvecchio                                                  | All:G. Trapattoni Cap:F. Cannavaro                          |
| 11-6-2003                                                   | Helsinki                                                    | Finlandia                                                   | 0 – 2                                                       | Italia                                                      | Qual. Euro 2004                                             | Alessandro Del Piero Francesco Totti                                               | All:G. Trapattoni Cap:F. Cannavaro                          |
| 20-8-2003                                                   | Stoccarda                                                   | Germania                                                    | 0 – 1                                                       | Italia                                                      | Amichevole                                                  | Christian Vieri                                                                    | All:G. Trapattoni Cap:F. Cannavaro                          |
| 6-9-2003                                                    | Milano                                                      | Italia                                                      | 4 – 0                                                       | Galles                                                      | Qual. Euro 2004                                             | 3 Filippo Inzaghi Alessandro Del Piero                                             | All:G. Trapattoni Cap:F. Cannavaro                          |
| 10-9-2003                                                   | Belgrado                                                    | Serbia e Montenegro                                         | 1 – 1                                                       | Italia                                                      | Qual. Euro 2004                                             | Filippo Inzaghi                                                                    | All:G. Trapattoni Cap:F. Cannavaro                          |
| 11-10-2003                                                  | Reggio Calabria                                             | Italia                                                      | 4 – 0                                                       | Azerbaigian                                                 | Qual. Euro 2004                                             | 2 Filippo Inzaghi Marco Di Vaio Christian Vieri                                    | All:G. Trapattoni Cap:F. Cannavaro                          |
| 12-11-2003                                                  | Varsavia                                                    | Polonia                                                     | 3 – 1                                                       | Italia                                                      | Amichevole                                                  | Antonio Cassano                                                                    | All:G. Trapattoni Cap:F. Cannavaro                          |
| 16-11-2003                                                  | Ancona                                                      | Italia                                                      | 1 – 0                                                       | Romania                                                     | Amichevole                                                  | Marco Di Vaio                                                                      | All:G. Trapattoni Cap:F. Cannavaro                          |
| 18-2-2004                                                   | Palermo                                                     | Italia                                                      | 2 – 2                                                       | Rep. Ceca                                                   | Amichevole                                                  | Antonio Di Natale Christian Vieri                                                  | All:G. Trapattoni Cap:A. Del Piero                          |
| 31-3-2004                                                   | Braga                                                       | Portogallo                                                  | 1 – 2                                                       | Italia                                                      | Amichevole                                                  | Fabrizio Miccoli Christian Vieri                                                   | All:G. Trapattoni Cap:G. Buffon                             |
| 28-4-2004                                                   | Genova                                                      | Italia                                                      | 1 – 1                                                       | Spagna                                                      | Amichevole                                                  | Christian Vieri                                                                    | All:G. Trapattoni Cap:F. Cannavaro                          |
| 30-5-2004                                                   | Radès                                                       | Tunisia                                                     | 0 – 4                                                       | Italia                                                      | Amichevole                                                  | Fabio Cannavaro Andrea Pirlo Gianluca Zambrotta autorete                           | All:G. Trapattoni Cap:F. Cannavaro                          |
| 14-6-2004                                                   | Guimarães                                                   | Danimarca                                                   | 0 – 0                                                       | Italia                                                      | Euro 2004 - 1º Turno                                        | -                                                                                  | All:G. Trapattoni Cap:F. Cannavaro                          |
| 18-6-2004                                                   | Porto                                                       | Italia                                                      | 1 – 1                                                       | Svezia                                                      | Euro 2004 - 1º Turno                                        | Antonio Cassano                                                                    | All:G. Trapattoni Cap:F. Cannavaro                          |
| 22-6-2004                                                   | Guimarães                                                   | Italia                                                      | 2 – 1                                                       | Bulgaria                                                    | Euro 2004 - 1º Turno                                        | Antonio Cassano Simone Perrotta                                                    | All:G. Trapattoni Cap:A. Del Piero                          |
| 18-8-2004                                                   | Reykjavík                                                   | Islanda                                                     | 2 – 0                                                       | Italia                                                      | Amichevole                                                  | -                                                                                  | All:M. Lippi Cap:A. Nesta                                   |
| 4-9-2004                                                    | Palermo                                                     | Italia                                                      | 2 – 1                                                       | Norvegia                                                    | Qual. Mondiali 2006                                         | Daniele De Rossi Luca Toni                                                         | All:M. Lippi Cap:A. Nesta                                   |
| 8-9-2004                                                    | Chișinău                                                    | Moldavia                                                    | 0 – 1                                                       | Italia                                                      | Qual. Mondiali 2006                                         | Alessandro Del Piero                                                               | All:M. Lippi Cap:A. Del Piero                               |
| 9-10-2004                                                   | Celje                                                       | Slovenia                                                    | 1 – 0                                                       | Italia                                                      | Qual. Mondiali 2006                                         | -                                                                                  | All:M. Lippi Cap:F. Cannavaro                               |
| 13-10-2004                                                  | Parma                                                       | Italia                                                      | 4 – 3                                                       | Bielorussia                                                 | Qual. Mondiali 2006                                         | 2 Francesco Totti Daniele De Rossi Alberto Gilardino                               | All:M. Lippi Cap:A. Nesta                                   |
| 17-11-2004                                                  | Messina                                                     | Italia                                                      | 1 – 0                                                       | Finlandia                                                   | Amichevole                                                  | Fabrizio Miccoli                                                                   | All:M. Lippi Cap:M. Materazzi                               |
| 9-2-2005                                                    | Cagliari                                                    | Italia                                                      | 2 – 0                                                       | Russia                                                      | Amichevole                                                  | Simone Barone Alberto Gilardino                                                    | All:M. Lippi Cap:F. Cannavaro                               |
| 26-3-2005                                                   | Milano                                                      | Italia                                                      | 2 – 0                                                       | Scozia                                                      | Qual. Mondiali 2006                                         | 2 Andrea Pirlo                                                                     | All:M. Lippi Cap:F. Cannavaro                               |
| 30-3-2005                                                   | Padova                                                      | Italia                                                      | 0 – 0                                                       | Islanda                                                     | Amichevole                                                  | -                                                                                  | All:M. Lippi Cap:M. Materazzi                               |
| 4-6-2005                                                    | Oslo                                                        | Norvegia                                                    | 0 – 0                                                       | Italia                                                      | Qual. Mondiali 2006                                         | -                                                                                  | All:M. Lippi Cap:F. Cannavaro                               |
| 8-6-2005                                                    | Toronto                                                     | Italia                                                      | 1 – 1                                                       | Serbia e Montenegro                                         | Amichevole                                                  | Cristiano Lucarelli                                                                | All:M. Lippi Cap:A. Peruzzi                                 |
| 11-6-2005                                                   | East Rutherford                                             | Italia                                                      | 1 – 1                                                       | Ecuador                                                     | Amichevole                                                  | Luca Toni                                                                          | All:M. Lippi Cap:L. Toni                                    |
| 17-8-2005                                                   | Dublino                                                     | Irlanda                                                     | 1 – 2                                                       | Italia                                                      | Amichevole                                                  | Alberto Gilardino Andrea Pirlo                                                     | All:M. Lippi Cap:F. Cannavaro                               |
| 3-9-2005                                                    | Glasgow                                                     | Scozia                                                      | 1 – 1                                                       | Italia                                                      | Qual. Mondiali 2006                                         | Fabio Grosso                                                                       | All:M. Lippi Cap:F. Cannavaro                               |
| 7-9-2005                                                    | Minsk                                                       | Bielorussia                                                 | 1 – 4                                                       | Italia                                                      | Qual. Mondiali 2006                                         | 3 Luca Toni Mauro Germán Camoranesi                                                | All:M. Lippi Cap:F. Cannavaro                               |
| 8-10-2005                                                   | Palermo                                                     | Italia                                                      | 1 – 0                                                       | Slovenia                                                    | Qual. Mondiali 2006                                         | Cristian Zaccardo                                                                  | All:M. Lippi Cap:F. Cannavaro                               |
| 12-10-2005                                                  | Lecce                                                       | Italia                                                      | 2 – 1                                                       | Moldavia                                                    | Qual. Mondiali 2006                                         | Alberto Gilardino Christian Vieri                                                  | All:M. Lippi Cap:A. Del Piero                               |
| 12-11-2005                                                  | Amsterdam                                                   | Paesi Bassi                                                 | 1 – 3                                                       | Italia                                                      | Amichevole                                                  | Mauro Germán Camoranesi Alberto Gilardino Luca Toni                                | All:M. Lippi Cap:F. Cannavaro                               |
| 16-11-2005                                                  | Lancy                                                       | Italia                                                      | 1 – 1                                                       | Costa d'Avorio                                              | Amichevole                                                  | Aimo Stefano Diana                                                                 | All:M. Lippi Cap:A. Del Piero                               |
| 1-3-2006                                                    | Firenze                                                     | Italia                                                      | 4 – 1                                                       | Germania                                                    | Amichevole                                                  | Alessandro Del Piero Daniele De Rossi Alberto Gilardino Luca Toni                  | All:M. Lippi Cap:F. Cannavaro                               |
| 31-5-2006                                                   | Lancy                                                       | Svizzera                                                    | 1 – 1                                                       | Italia                                                      | Amichevole                                                  | Alberto Gilardino                                                                  | All:M. Lippi Cap:F. Cannavaro                               |
| 2-6-2006                                                    | Losanna                                                     | Italia                                                      | 0 – 0                                                       | Ucraina                                                     | Amichevole                                                  | -                                                                                  | All:M. Lippi Cap:F. Cannavaro                               |
| 12-6-2006                                                   | Hannover                                                    | Italia                                                      | 2 – 0                                                       | Ghana                                                       | Mondiali 2006 - 1º Turno                                    | Vincenzo Iaquinta Andrea Pirlo                                                     | All:M. Lippi Cap:F. Cannavaro                               |
| 17-6-2006                                                   | Kaiserslautern                                              | Italia                                                      | 1 – 1                                                       | Stati Uniti                                                 | Mondiali 2006 - 1º Turno                                    | Alberto Gilardino                                                                  | All:M. Lippi Cap:F. Cannavaro                               |
| 22-6-2006                                                   | Amburgo                                                     | Rep. Ceca                                                   | 0 – 2                                                       | Italia                                                      | Mondiali 2006 - 1º Turno                                    | Filippo Inzaghi Marco Materazzi                                                    | All:M. Lippi Cap:F. Cannavaro                               |
| 26-6-2006                                                   | Kaiserslautern                                              | Italia                                                      | 1 – 0                                                       | Australia                                                   | Mondiali 2006 - Ottavi                                      | Francesco Totti                                                                    | All:M. Lippi Cap:F. Cannavaro                               |
| 30-6-2006                                                   | Amburgo                                                     | Italia                                                      | 3 – 0                                                       | Ucraina                                                     | Mondiali 2006 - Quarti                                      | 2 Luca Toni Gianluca Zambrotta                                                     | All:M. Lippi Cap:F. Cannavaro                               |
| 4-7-2006                                                    | Dortmund                                                    | Germania                                                    | 0 – 2 dts                                                   | Italia                                                      | Mondiali 2006 - Semif.                                      | Alessandro Del Piero Fabio Grosso                                                  | All:M. Lippi Cap:F. Cannavaro                               |
| 9-7-2006                                                    | Berlino                                                     | Italia                                                      | 1 – 1 dts (5-3 dtr)                                         | Francia                                                     | Mondiali 2006 - Finale                                      | Marco Materazzi                                                                    | 4º Titolo Mondiale All:M. Lippi Cap:F. Cannavaro            |
| 16-8-2006                                                   | Livorno                                                     | Italia                                                      | 0 – 2                                                       | Croazia                                                     | Amichevole                                                  | -                                                                                  | All:R. Donadoni Cap:M. Ambrosini                            |
| 2-9-2006                                                    | Napoli                                                      | Italia                                                      | 1 – 1                                                       | Lituania                                                    | Qual. Euro 2008                                             | Filippo Inzaghi                                                                    | All:R. Donadoni Cap:F. Cannavaro                            |
| 6-9-2006                                                    | Saint-Denis                                                 | Francia                                                     | 3 – 1                                                       | Italia                                                      | Qual. Euro 2008                                             | Alberto Gilardino                                                                  | All:R. Donadoni Cap:F. Cannavaro                            |
| 7-10-2006                                                   | Roma                                                        | Italia                                                      | 2 – 0                                                       | Ucraina                                                     | Qual. Euro 2008                                             | Luca Toni Massimo Oddo                                                             | All:R. Donadoni Cap:F. Cannavaro                            |
| 11-10-2006                                                  | Tbilisi                                                     | Georgia                                                     | 1 – 3                                                       | Italia                                                      | Qual. Euro 2008                                             | Mauro Germán Camoranesi Daniele De Rossi Simone Perrotta                           | All:R. Donadoni Cap:F. Cannavaro                            |
| 15-11-2006                                                  | Bergamo                                                     | Italia                                                      | 1 – 1                                                       | Turchia                                                     | Amichevole                                                  | Antonio Di Natale                                                                  | All:R. Donadoni Cap:F. Cannavaro                            |
| 28-3-2007                                                   | Bari                                                        | Italia                                                      | 2 – 0                                                       | Scozia                                                      | Qual. Euro 2008                                             | 2 Luca Toni                                                                        | All:R. Donadoni Cap:F. Cannavaro                            |
| 2-6-2007                                                    | Tórshavn                                                    | Fær Øer                                                     | 1 – 2                                                       | Italia                                                      | Qual. Euro 2008                                             | 2 Filippo Inzaghi                                                                  | All:R. Donadoni Cap:F. Cannavaro                            |
| 6-6-2007                                                    | Kaunas                                                      | Lituania                                                    | 0 – 2                                                       | Italia                                                      | Qual. Euro 2008                                             | 2 Fabio Quagliarella                                                               | All:R. Donadoni Cap:F. Cannavaro                            |
| 22-8-2007                                                   | Budapest                                                    | Ungheria                                                    | 3 – 1                                                       | Italia                                                      | Amichevole                                                  | Antonio Di Natale                                                                  | All:R. Donadoni Cap:F. Cannavaro                            |
| 8-9-2007                                                    | Milano                                                      | Italia                                                      | 0 – 0                                                       | Francia                                                     | Qual. Euro 2008                                             | -                                                                                  | All:R. Donadoni Cap:F. Cannavaro                            |
| 12-9-2007                                                   | Kiev                                                        | Ucraina                                                     | 1 – 2                                                       | Italia                                                      | Qual. Euro 2008                                             | 2 Antonio Di Natale                                                                | All:R. Donadoni Cap:F. Cannavaro                            |
| 13-10-2007                                                  | Genova                                                      | Italia                                                      | 2 – 0                                                       | Georgia                                                     | Qual. Euro 2008                                             | Fabio Grosso Andrea Pirlo                                                          | All:R. Donadoni Cap:G. Buffon                               |
| 17-10-2007                                                  | Siena                                                       | Italia                                                      | 2 – 0                                                       | Sudafrica                                                   | Amichevole                                                  | 2 Cristiano Lucarelli                                                              | All:R. Donadoni Cap:D. De Rossi                             |
| 17-11-2007                                                  | Glasgow                                                     | Scozia                                                      | 1 – 2                                                       | Italia                                                      | Qual. Euro 2008                                             | Luca Toni Christian Panucci                                                        | All:R. Donadoni Cap:F. Cannavaro                            |
| 21-11-2007                                                  | Modena                                                      | Italia                                                      | 3 – 1                                                       | Fær Øer                                                     | Qual. Euro 2008                                             | Luca Toni Giorgio Chiellini autorete                                               | All:R. Donadoni Cap:F. Cannavaro                            |
| 6-2-2008                                                    | Zurigo                                                      | Italia                                                      | 3 – 1                                                       | Portogallo                                                  | Amichevole                                                  | Luca Toni Fabio Cannavaro Fabio Quagliarella                                       | All:R. Donadoni Cap:F. Cannavaro                            |
| 26-3-2008                                                   | Elche                                                       | Spagna                                                      | 1 – 0                                                       | Italia                                                      | Amichevole                                                  | -                                                                                  | All:R. Donadoni Cap:F. Cannavaro                            |
| 30-5-2008                                                   | Firenze                                                     | Italia                                                      | 3 – 1                                                       | Belgio                                                      | Amichevole                                                  | 2 Antonio Di Natale Mauro Germán Camoranesi                                        | All:R. Donadoni Cap:F. Cannavaro                            |
| 9-6-2008                                                    | Berna                                                       | Paesi Bassi                                                 | 3 – 0                                                       | Italia                                                      | Euro 2008 - 1º Turno                                        | -                                                                                  | All:R. Donadoni Cap:G. Buffon                               |
| 13-6-2008                                                   | Zurigo                                                      | Italia                                                      | 1 – 1                                                       | Romania                                                     | Euro 2008 - 1º Turno                                        | Christian Panucci                                                                  | All:R. Donadoni Cap:A. Del Piero                            |
| 17-6-2008                                                   | Zurigo                                                      | Francia                                                     | 0 – 2                                                       | Italia                                                      | Euro 2008 - 1º Turno                                        | Andrea Pirlo Daniele De Rossi                                                      | All:R. Donadoni Cap:G. Buffon                               |
| 22-6-2008                                                   | Vienna                                                      | Spagna                                                      | 0 – 0 dts (4-2 dtr)                                         | Italia                                                      | Euro 2008 - Quarti                                          | -                                                                                  | All:R. Donadoni Cap:G. Buffon                               |
| 20-8-2008                                                   | Nizza                                                       | Italia                                                      | 2 – 2                                                       | Austria                                                     | Amichevole                                                  | Alberto Gilardino autorete                                                         | All:M. Lippi Cap:A. Del Piero                               |
| 6-9-2008                                                    | Larnaca                                                     | Cipro                                                       | 1 – 2                                                       | Italia                                                      | Qual. Mondiali 2010                                         | 2 Antonio Di Natale                                                                | All:M. Lippi Cap:F. Cannavaro                               |
| 10-9-2008                                                   | Udine                                                       | Italia                                                      | 2 – 0                                                       | Georgia                                                     | Qual. Mondiali 2010                                         | 2 Daniele De Rossi                                                                 | All:M. Lippi Cap:F. Cannavaro                               |
| 11-10-2008                                                  | Sofia                                                       | Bulgaria                                                    | 0 – 0                                                       | Italia                                                      | Qual. Mondiali 2010                                         | -                                                                                  | All:M. Lippi Cap:F. Cannavaro                               |
| 15-10-2008                                                  | Lecce                                                       | Italia                                                      | 2 – 1                                                       | Montenegro                                                  | Qual. Mondiali 2010                                         | 2 Alberto Aquilani                                                                 | All:M. Lippi Cap:F. Cannavaro                               |
| 19-11-2008                                                  | Il Pireo                                                    | Grecia                                                      | 1 – 1                                                       | Italia                                                      | Amichevole                                                  | Luca Toni                                                                          | All:M. Lippi Cap:F. Cannavaro                               |
| 10-2-2009                                                   | Londra                                                      | Brasile                                                     | 2 – 0                                                       | Italia                                                      | Amichevole                                                  | -                                                                                  | All:M. Lippi Cap:F. Cannavaro                               |
| 28-3-2009                                                   | Podgorica                                                   | Montenegro                                                  | 0 – 2                                                       | Italia                                                      | Qual. Mondiali 2010                                         | Andrea Pirlo Giampaolo Pazzini                                                     | All:M. Lippi Cap:F. Cannavaro                               |
| 1-4-2009                                                    | Bari                                                        | Italia                                                      | 1 – 1                                                       | Irlanda                                                     | Qual. Mondiali 2010                                         | Vincenzo Iaquinta                                                                  | All:M. Lippi Cap:F. Cannavaro                               |
| 6-6-2009                                                    | Pisa                                                        | Italia                                                      | 3 – 0                                                       | Irlanda del Nord                                            | Amichevole                                                  | Giuseppe Rossi Pasquale Foggia Sergio Pellissier                                   | All:M. Lippi Cap:G. Gattuso                                 |
| 10-6-2009                                                   | Pretoria                                                    | Italia                                                      | 4 – 3                                                       | Nuova Zelanda                                               | Amichevole                                                  | 2 Alberto Gilardino 2 Vincenzo Iaquinta                                            | All:M. Lippi Cap:G. Gattuso                                 |
| 15-6-2009                                                   | Pretoria                                                    | Stati Uniti                                                 | 1 – 3                                                       | Italia                                                      | Conf. Cup 2009 - 1º turno                                   | 2 Giuseppe Rossi Daniele De Rossi                                                  | All:M. Lippi Cap:G. Buffon                                  |
| 18-6-2009                                                   | Johannesburg                                                | Egitto                                                      | 1 – 0                                                       | Italia                                                      | Conf. Cup 2009 - 1º turno                                   | -                                                                                  | All:M. Lippi Cap:F. Cannavaro                               |
| 21-6-2009                                                   | Pretoria                                                    | Italia                                                      | 0 – 3                                                       | Brasile                                                     | Conf. Cup 2009 - 1º turno                                   | -                                                                                  | All:M. Lippi Cap:F. Cannavaro                               |
| 12-8-2009                                                   | Basilea                                                     | Svizzera                                                    | 0 – 0                                                       | Italia                                                      | Amichevole                                                  | -                                                                                  | All:M. Lippi Cap:F. Cannavaro                               |
| 5-9-2009                                                    | Tbilisi                                                     | Georgia                                                     | 0 – 2                                                       | Italia                                                      | Qual. Mondiali 2010                                         | 2 autoreti                                                                         | All:M. Lippi Cap:F. Cannavaro                               |
| 9-9-2009                                                    | Torino                                                      | Italia                                                      | 2 – 0                                                       | Bulgaria                                                    | Qual. Mondiali 2010                                         | Fabio Grosso Vincenzo Iaquinta                                                     | All:M. Lippi Cap:F. Cannavaro                               |
| 10-10-2009                                                  | Dublino                                                     | Irlanda                                                     | 2 – 2                                                       | Italia                                                      | Qual. Mondiali 2010                                         | Mauro Germán Camoranesi Alberto Gilardino                                          | All:M. Lippi Cap:G. Buffon                                  |
| 14-10-2009                                                  | Parma                                                       | Italia                                                      | 3 – 2                                                       | Cipro                                                       | Qual. Mondiali 2010                                         | 3 Alberto Gilardino                                                                | All:M. Lippi Cap:F. Cannavaro                               |
| 14-11-2009                                                  | Pescara                                                     | Italia                                                      | 0 – 0                                                       | Paesi Bassi                                                 | Amichevole                                                  | -                                                                                  | All:M. Lippi Cap:F. Cannavaro                               |
| 18-11-2009                                                  | Cesena                                                      | Italia                                                      | 1 – 0                                                       | Svezia                                                      | Amichevole                                                  | Giorgio Chiellini                                                                  | All:M. Lippi Cap:A. Di Natale                               |
| 3-3-2010                                                    | Fontvieille                                                 | Italia                                                      | 0 – 0                                                       | Camerun                                                     | Amichevole                                                  | -                                                                                  | All:M. Lippi Cap:F. Cannavaro                               |
| 3-6-2010                                                    | Bruxelles                                                   | Italia                                                      | 1 – 2                                                       | Messico                                                     | Amichevole                                                  | Leonardo Bonucci                                                                   | All:M. Lippi Cap:F. Cannavaro                               |
| 5-6-2010                                                    | Lancy                                                       | Svizzera                                                    | 1 – 1                                                       | Italia                                                      | Amichevole                                                  | Fabio Quagliarella                                                                 | All:M. Lippi Cap:G. Zambrotta                               |
| 14-6-2010                                                   | Città del Capo                                              | Italia                                                      | 1 – 1                                                       | Paraguay                                                    | Mondiali 2010 - 1º turno                                    | Daniele De Rossi                                                                   | All:M. Lippi Cap: F. Cannavaro                              |
| 20-6-2010                                                   | Nelspruit                                                   | Italia                                                      | 1 – 1                                                       | Nuova Zelanda                                               | Mondiali 2010 - 1º turno                                    | Vincenzo Iaquinta                                                                  | All:M. Lippi Cap:F. Cannavaro                               |
| 24-6-2010                                                   | Johannesburg                                                | Slovacchia                                                  | 3 – 2                                                       | Italia                                                      | Mondiali 2010 - 1º turno                                    | Antonio Di Natale Fabio Quagliarella                                               | All:M. Lippi Cap: F. Cannavaro                              |
| 10-8-2010                                                   | Londra                                                      | Italia                                                      | 0 – 1                                                       | Costa d'Avorio                                              | Amichevole                                                  | -                                                                                  | All:C. Prandelli Cap:D. De Rossi                            |
| 3-9-2010                                                    | Tallinn                                                     | Estonia                                                     | 1 – 2                                                       | Italia                                                      | Qual. Euro 2012                                             | Antonio Cassano Leonardo Bonucci                                                   | All:C. Prandelli Cap:A. Pirlo                               |
| 7-9-2010                                                    | Firenze                                                     | Italia                                                      | 5 – 0                                                       | Fær Øer                                                     | Qual. Euro 2012                                             | Alberto Gilardino Daniele De Rossi Antonio Cassano Fabio Quagliarella Andrea Pirlo | All:C. Prandelli Cap:A. Pirlo                               |
| 8-10-2010                                                   | Belfast                                                     | Irlanda del Nord                                            | 0 – 0                                                       | Italia                                                      | Qual. Euro 2012                                             | -                                                                                  | All:C. Prandelli Cap:A. Pirlo                               |
| 12-10-2010                                                  | Genova                                                      | Italia                                                      | 3 – 0                                                       | Serbia                                                      | Qual. Euro 2012                                             | a tavolino                                                                         | All:C. Prandelli Cap:G. Zambrotta                           |
| 17-11-2010                                                  | Klagenfurt                                                  | Romania                                                     | 1 – 1                                                       | Italia                                                      | Amichevole                                                  | Fabio Quagliarella                                                                 | All:C. Prandelli Cap: G. Rossi                              |
| Totale                                                      |                                                             | Presenze                                                    | 125                                                         |                                                             | Reti                                                        | 189                                                                                |                                                             |

## Partite dal 2011 al 2020
| Cronologia completa degli incontri della nazionale ― Italia | Cronologia completa degli incontri della nazionale ― Italia | Cronologia completa degli incontri della nazionale ― Italia | Cronologia completa degli incontri della nazionale ― Italia | Cronologia completa degli incontri della nazionale ― Italia | Cronologia completa degli incontri della nazionale ― Italia | Cronologia completa degli incontri della nazionale ― Italia                                                  | Cronologia completa degli incontri della nazionale ― Italia |
| Data                                                        | Città                                                       | In casa                                                     | Risultato                                                   | Ospiti                                                      | Competizione                                                | Reti | Note                                                        |
| ----------------------------------------------------------- | ----------------------------------------------------------- | ----------------------------------------------------------- | ----------------------------------------------------------- | ----------------------------------------------------------- | ----------------------------------------------------------- | --- | ----------------------------------------------------------- |
| 9-2-2011                                                    | Dortmund                                                    | Germania                                                    | 1 – 1                                                       | Italia                                                      | Amichevole                                                  | Giuseppe Rossi                                                                                               | All:C. Prandelli Cap:G. Buffon                              |
| 25-3-2011                                                   | Lubiana                                                     | Slovenia                                                    | 0 – 1                                                       | Italia                                                      | Qual. Euro 2012                                             | Thiago Motta                                                                                                 | All:C. Prandelli Cap:G. Buffon                              |
| 29-3-2011                                                   | Kiev                                                        | Ucraina                                                     | 0 – 2                                                       | Italia                                                      | Amichevole                                                  | Giuseppe Rossi Alessandro Matri                                                                              | All:C. Prandelli Cap:A.Gilardino                            |
| 3-6-2011                                                    | Modena                                                      | Italia                                                      | 3 – 0                                                       | Estonia                                                     | Qual. Euro 2012                                             | Giuseppe Rossi Antonio Cassano Giampaolo Pazzini                                                             | All:C. Prandelli Cap:G. Buffon                              |
| 7-6-2011                                                    | Liegi                                                       | Italia                                                      | 0 – 2                                                       | Irlanda                                                     | Amichevole                                                  | - | All:C. Prandelli Cap:A. Pirlo                               |
| 10-8-2011                                                   | Bari                                                        | Italia                                                      | 2 – 1                                                       | Spagna                                                      | Amichevole                                                  | Riccardo Montolivo Alberto Aquilani                                                                          | All:C. Prandelli Cap:A. Cassano                             |
| 2-9-2011                                                    | Tórshavn                                                    | Fær Øer                                                     | 0 – 1                                                       | Italia                                                      | Qual. Euro 2012                                             | Antonio Cassano                                                                                              | All:C. Prandelli Cap:G. Buffon                              |
| 6-9-2011                                                    | Firenze                                                     | Italia                                                      | 1 – 0                                                       | Slovenia                                                    | Qual. Euro 2012                                             | Giampaolo Pazzini                                                                                            | All:C. Prandelli Cap:G. Buffon                              |
| 7-10-2011                                                   | Belgrado                                                    | Serbia                                                      | 1 – 1                                                       | Italia                                                      | Qual. Euro 2012                                             | Claudio Marchisio                                                                                            | All:C. Prandelli Cap:G. Buffon                              |
| 11-10-2011                                                  | Pescara                                                     | Italia                                                      | 3 – 0                                                       | Irlanda del Nord                                            | Qual. Euro 2012                                             | 2 Antonio Cassano autorete                                                                                   | All:C. Prandelli Cap:G. Buffon                              |
| 11-11-2011                                                  | Breslavia                                                   | Polonia                                                     | 0 – 2                                                       | Italia                                                      | Amichevole                                                  | Mario Balotelli Giampaolo Pazzini                                                                            | All:C. Prandelli Cap:G. Buffon                              |
| 15-11-2011                                                  | Roma                                                        | Italia                                                      | 0 – 1                                                       | Uruguay                                                     | Amichevole                                                  | - | All:C. Prandelli Cap:G. Buffon                              |
| 29-2-2012                                                   | Genova                                                      | Italia                                                      | 0 – 1                                                       | Stati Uniti                                                 | Amichevole                                                  | - | All:C. Prandelli Cap:G. Buffon                              |
| 1-6-2012                                                    | Zurigo                                                      | Italia                                                      | 0 – 3                                                       | Russia                                                      | Amichevole                                                  | - | All:C. Prandelli Cap:G. Buffon                              |
| 10-6-2012                                                   | Danzica                                                     | Spagna                                                      | 1 – 1                                                       | Italia                                                      | Euro 2012 - 1º Turno                                        | Antonio Di Natale                                                                                            | All:C. Prandelli Cap:G. Buffon                              |
| 14-6-2012                                                   | Poznań                                                      | Italia                                                      | 1 – 1                                                       | Croazia                                                     | Euro 2012 - 1º Turno                                        | Andrea Pirlo                                                                                                 | All:C. Prandelli Cap:G. Buffon                              |
| 18-6-2012                                                   | Poznań                                                      | Italia                                                      | 2 – 0                                                       | Irlanda                                                     | Euro 2012 - 1º Turno                                        | Antonio Cassano Mario Balotelli                                                                              | All:C. Prandelli Cap:G. Buffon                              |
| 24-6-2012                                                   | Kiev                                                        | Inghilterra                                                 | 0 – 0 dts (2-4 dtr)                                         | Italia                                                      | Euro 2012 - Quarti                                          | - | All:C. Prandelli Cap:G. Buffon                              |
| 28-6-2012                                                   | Varsavia                                                    | Germania                                                    | 1 – 2                                                       | Italia                                                      | Euro 2012 - Semifinale                                      | 2 Mario Balotelli                                                                                            | All:C. Prandelli Cap:G. Buffon                              |
| 1-7-2012                                                    | Kiev                                                        | Spagna                                                      | 4 – 0                                                       | Italia                                                      | Euro 2012 - Finale                                          | - | 2º Posto All:C. Prandelli Cap:G. Buffon                     |
| 15-8-2012                                                   | Berna                                                       | Inghilterra                                                 | 2 – 1                                                       | Italia                                                      | Amichevole                                                  | Daniele De Rossi                                                                                             | All:C. Prandelli Cap:D. De Rossi                            |
| 7-9-2012                                                    | Sofia                                                       | Bulgaria                                                    | 2 – 2                                                       | Italia                                                      | Qual. Mondiali 2014                                         | 2 Pablo Osvaldo                                                                                              | All:C. Prandelli Cap:G. Buffon                              |
| 11-9-2012                                                   | Modena                                                      | Italia                                                      | 2 – 0                                                       | Malta                                                       | Qual. Mondiali 2014                                         | Mattia Destro Federico Peluso                                                                                | All:C. Prandelli Cap:G. Buffon                              |
| 12-10-2012                                                  | Erevan                                                      | Armenia                                                     | 1 – 3                                                       | Italia                                                      | Qual. Mondiali 2014                                         | Andrea Pirlo Daniele De Rossi Pablo Osvaldo                                                                  | All:C. Prandelli Cap:G. Buffon                              |
| 16-10-2012                                                  | Milano                                                      | Italia                                                      | 3 – 1                                                       | Danimarca                                                   | Qual. Mondiali 2014                                         | Riccardo Montolivo Daniele De Rossi Mario Balotelli                                                          | All:C. Prandelli Cap:A. Pirlo                               |
| 14-11-2012                                                  | Parma                                                       | Italia                                                      | 1 – 2                                                       | Francia                                                     | Amichevole                                                  | Stephan El Shaarawy                                                                                          | All:C. Prandelli Cap:G. Chiellini                           |
| 6-2-2013                                                    | Amsterdam                                                   | Paesi Bassi                                                 | 1 – 1                                                       | Italia                                                      | Amichevole                                                  | Marco Verratti                                                                                               | All:C. Prandelli Cap:G. Buffon                              |
| 21-3-2013                                                   | Lancy                                                       | Brasile                                                     | 2 – 2                                                       | Italia                                                      | Amichevole                                                  | Daniele De Rossi Mario Balotelli                                                                             | All:C. Prandelli Cap:G. Buffon                              |
| 26-3-2013                                                   | Ta' Qali                                                    | Malta                                                       | 0 – 2                                                       | Italia                                                      | Qual. Mondiali 2014                                         | 2 Mario Balotelli                                                                                            | All:C. Prandelli Cap:G. Buffon                              |
| 31-5-2013                                                   | Bologna                                                     | Italia                                                      | 4 – 0                                                       | San Marino                                                  | Amichevole                                                  | Andrea Poli Alberto Gilardino Andrea Pirlo Alberto Aquilani                                                  | All:C. Prandelli Cap:G. Buffon                              |
| 7-6-2013                                                    | Praga                                                       | Rep. Ceca                                                   | 0 – 0                                                       | Italia                                                      | Qual. Mondiali 2014                                         | - | All:C. Prandelli Cap:G. Buffon                              |
| 11-6-2013                                                   | Rio de Janeiro                                              | Italia                                                      | 2 – 2                                                       | Haiti                                                       | Amichevole                                                  | Emanuele Giaccherini Claudio Marchisio                                                                       | All:C. Prandelli Cap:A. Gilardino                           |
| 16-6-2013                                                   | Rio de Janeiro                                              | Messico                                                     | 1 – 2                                                       | Italia                                                      | Conf. Cup 2013 - 1º turno                                   | Andrea Pirlo Mario Balotelli                                                                                 | All:C. Prandelli Cap:G. Buffon                              |
| 19-6-2013                                                   | São Lourenço da Mata                                        | Italia                                                      | 4 – 3                                                       | Giappone                                                    | Conf. Cup 2013 - 1º turno                                   | Daniele De Rossi autorete Mario Balotelli Sebastian Giovinco                                                 | All:C. Prandelli Cap:G. Buffon                              |
| 22-6-2013                                                   | Salvador                                                    | Italia                                                      | 2 – 4                                                       | Brasile                                                     | Conf. Cup 2013 - 1º turno                                   | Emanuele Giaccherini Giorgio Chiellini                                                                       | All:C. Prandelli Cap:G. Buffon                              |
| 27-6-2013                                                   | Fortaleza                                                   | Spagna                                                      | 0 – 0 dts (7-6 dtr)                                         | Italia                                                      | Conf. Cup 2013 - Semifinale                                 | - | All:C. Prandelli Cap:G. Buffon                              |
| 30-6-2013                                                   | Salvador                                                    | Uruguay                                                     | 2 – 2 dts (2-3 dtr)                                         | Italia                                                      | Conf. Cup 2013 - Finale 3/4 posto                           | Davide Astori Alessandro Diamanti                                                                            | 3º Posto All:C. Prandelli Cap:G. Buffon                     |
| 14-8-2013                                                   | Roma                                                        | Italia                                                      | 1 – 2                                                       | Argentina                                                   | Amichevole                                                  | Lorenzo Insigne                                                                                              | All:C. Prandelli Cap:G. Buffon                              |
| 6-9-2013                                                    | Palermo                                                     | Italia                                                      | 1 – 0                                                       | Bulgaria                                                    | Qual. Mondiali 2014                                         | Alberto Gilardino                                                                                            | All:C. Prandelli Cap:G. Buffon                              |
| 10-9-2013                                                   | Torino                                                      | Italia                                                      | 2 – 1                                                       | Rep. Ceca                                                   | Qual. Mondiali 2014                                         | Giorgio Chiellini Mario Balotelli                                                                            | All:C. Prandelli Cap:G. Buffon                              |
| 11-10-2013                                                  | Copenaghen                                                  | Danimarca                                                   | 2 – 2                                                       | Italia                                                      | Qual. Mondiali 2014                                         | Pablo Osvaldo Alberto Aquilani                                                                               | All:C. Prandelli Cap:G. Buffon                              |
| 15-10-2013                                                  | Napoli                                                      | Italia                                                      | 2 – 2                                                       | Armenia                                                     | Qual. Mondiali 2014                                         | Alessandro Florenzi Mario Balotelli                                                                          | All:C. Prandelli Cap:A. Pirlo                               |
| 15-11-2013                                                  | Milano                                                      | Italia                                                      | 1 – 1                                                       | Germania                                                    | Amichevole                                                  | Ignazio Abate                                                                                                | All:C. Prandelli Cap:G. Buffon                              |
| 18-11-2013                                                  | Londra                                                      | Italia                                                      | 2 – 2                                                       | Nigeria                                                     | Amichevole                                                  | Giuseppe Rossi Emanuele Giaccherini                                                                          | All:C. Prandelli Cap: R. Montolivo                          |
| 5-3-2014                                                    | Madrid                                                      | Spagna                                                      | 1 – 0                                                       | Italia                                                      | Amichevole                                                  | - | All:C. Prandelli Cap:G. Buffon                              |
| 31-5-2014                                                   | Londra                                                      | Italia                                                      | 0 – 0                                                       | Irlanda                                                     | Amichevole                                                  | - | All:C. Prandelli Cap:R. Montolivo                           |
| 4-6-2014                                                    | Perugia                                                     | Italia                                                      | 1 – 1                                                       | Lussemburgo                                                 | Amichevole                                                  | Claudio Marchisio                                                                                            | All:C. Prandelli Cap:G. Buffon                              |
| 14-6-2014                                                   | Manaus                                                      | Inghilterra                                                 | 1 – 2                                                       | Italia                                                      | Mondiali 2014 - 1º Turno                                    | Claudio Marchisio Mario Balotelli                                                                            | All:C. Prandelli Cap:A. Pirlo                               |
| 20-6-2014                                                   | São Lourenço da Mata                                        | Italia                                                      | 0 – 1                                                       | Costa Rica                                                  | Mondiali 2014 - 1º turno                                    | - | All:C. Prandelli Cap:G. Buffon                              |
| 24-6-2014                                                   | Natal                                                       | Italia                                                      | 0 – 1                                                       | Uruguay                                                     | Mondiali 2014 - 1º turno                                    | - | All:C. Prandelli Cap:G. Buffon                              |
| 4-9-2014                                                    | Bari                                                        | Italia                                                      | 2 – 0                                                       | Paesi Bassi                                                 | Amichevole                                                  | Ciro Immobile Daniele De Rossi                                                                               | All:A. Conte Cap:D. De Rossi                                |
| 9-9-2014                                                    | Oslo                                                        | Norvegia                                                    | 0 – 2                                                       | Italia                                                      | Qual. Euro 2016                                             | Simone Zaza Leonardo Bonucci                                                                                 | All:A. Conte Cap:G. Buffon                                  |
| 10-10-2014                                                  | Palermo                                                     | Italia                                                      | 2 – 1                                                       | Azerbaigian                                                 | Qual. Euro 2016                                             | 2 Giorgio Chiellini                                                                                          | All:A. Conte Cap:G. Buffon                                  |
| 13-10-2014                                                  | Ta' Qali                                                    | Malta                                                       | 0 – 1                                                       | Italia                                                      | Qual. Euro 2016                                             | Graziano Pellè                                                                                               | All:A. Conte Cap:G. Buffon                                  |
| 16-11-2014                                                  | Milano                                                      | Italia                                                      | 1 – 1                                                       | Croazia                                                     | Qual. Euro 2016                                             | Antonio Candreva                                                                                             | All:A. Conte Cap:G. Buffon                                  |
| 18-11-2014                                                  | Genova                                                      | Italia                                                      | 1 – 0                                                       | Albania                                                     | Amichevole                                                  | Stefano Okaka                                                                                                | All:A. Conte Cap:L. Bonucci                                 |
| 28-3-2015                                                   | Sofia                                                       | Bulgaria                                                    | 2 – 2                                                       | Italia                                                      | Qual. Euro 2016                                             | autorete Éder                                                                                                | All:A. Conte Cap:G. Chiellini                               |
| 31-3-2015                                                   | Torino                                                      | Italia                                                      | 1 – 1                                                       | Inghilterra                                                 | Amichevole                                                  | Graziano Pellè                                                                                               | All:A. Conte Cap:G. Buffon                                  |
| 12-6-2015                                                   | Spalato                                                     | Croazia                                                     | 1 – 1                                                       | Italia                                                      | Qual. Euro 2016                                             | Antonio Candreva                                                                                             | All:A. Conte Cap:G. Buffon                                  |
| 16-6-2015                                                   | Lancy                                                       | Italia                                                      | 0 – 1                                                       | Portogallo                                                  | Amichevole                                                  | - | All:A. Conte Cap:A. Pirlo                                   |
| 3-9-2015                                                    | Firenze                                                     | Italia                                                      | 1 – 0                                                       | Malta                                                       | Qual. Euro 2016                                             | Graziano Pellè                                                                                               | All:A. Conte Cap:G. Buffon                                  |
| 6-9-2015                                                    | Palermo                                                     | Italia                                                      | 1 – 0                                                       | Bulgaria                                                    | Qual. Euro 2016                                             | Daniele De Rossi                                                                                             | All:A. Conte Cap:G. Buffon                                  |
| 10-10-2015                                                  | Baku                                                        | Azerbaigian                                                 | 1 – 3                                                       | Italia                                                      | Qual. Euro 2016                                             | Éder Stephan El Shaarawy Matteo Darmian                                                                      | All:A. Conte Cap:G. Buffon                                  |
| 13-10-2015                                                  | Roma                                                        | Italia                                                      | 2 – 1                                                       | Norvegia                                                    | Qual. Euro 2016                                             | Alessandro Florenzi Graziano Pellè                                                                           | All:A. Conte Cap:G. Buffon                                  |
| 13-11-2015                                                  | Bruxelles                                                   | Belgio                                                      | 3 – 1                                                       | Italia                                                      | Amichevole                                                  | Antonio Candreva                                                                                             | All:A. Conte Cap:G. Buffon                                  |
| 17-11-2015                                                  | Bologna                                                     | Italia                                                      | 2 – 2                                                       | Romania                                                     | Amichevole                                                  | Claudio Marchisio Manolo Gabbiadini                                                                          | All:A. Conte Cap:G. Buffon                                  |
| 24-3-2016                                                   | Udine                                                       | Italia                                                      | 1 – 1                                                       | Spagna                                                      | Amichevole                                                  | Lorenzo Insigne                                                                                              | All:A. Conte Cap:G. Buffon                                  |
| 29-3-2016                                                   | Monaco di Baviera                                           | Germania                                                    | 4 – 1                                                       | Italia                                                      | Amichevole                                                  | Stephan El Shaarawy                                                                                          | All:A. Conte Cap:G. Buffon                                  |
| 29-5-2016                                                   | Ta' Qali                                                    | Italia                                                      | 1 – 0                                                       | Scozia                                                      | Amichevole                                                  | Graziano Pellè                                                                                               | All:A. Conte Cap:G. Buffon                                  |
| 6-6-2016                                                    | Verona                                                      | Italia                                                      | 2 – 0                                                       | Finlandia                                                   | Amichevole                                                  | Antonio Candreva Daniele De Rossi                                                                            | All:A. Conte Cap:G. Chiellini                               |
| 13-6-2016                                                   | Décines-Charpieu                                            | Belgio                                                      | 0 – 2                                                       | Italia                                                      | Euro 2016 - 1º Turno                                        | Emanuele Giaccherini Graziano Pellè                                                                          | All:A. Conte Cap:G. Buffon                                  |
| 17-6-2016                                                   | Tolosa                                                      | Italia                                                      | 1 – 0                                                       | Svezia                                                      | Euro 2016 - 1º Turno                                        | Éder | All:A. Conte Cap:G. Buffon                                  |
| 22-6-2016                                                   | Villeneuve-d'Ascq                                           | Italia                                                      | 0 – 1                                                       | Irlanda                                                     | Euro 2016 - 1º Turno                                        | - | All:A. Conte Cap:L. Bonucci                                 |
| 27-6-2016                                                   | Saint-Denis                                                 | Italia                                                      | 2 – 0                                                       | Spagna                                                      | Euro 2016 - Ottavi                                          | Giorgio Chiellini Graziano Pellè                                                                             | All:A. Conte Cap:G. Buffon                                  |
| 2-7-2016                                                    | Bordeaux                                                    | Germania                                                    | 1 – 1 dts (6-5 dtr)                                         | Italia                                                      | Euro 2016 - Quarti                                          | Leonardo Bonucci                                                                                             | All:A. Conte Cap:G. Buffon                                  |
| 1-9-2016                                                    | Bari                                                        | Italia                                                      | 1 – 3                                                       | Francia                                                     | Amichevole                                                  | Graziano Pellè                                                                                               | All:G.P. Ventura Cap:G. Buffon                              |
| 5-9-2016                                                    | Haifa                                                       | Israele                                                     | 1 – 3                                                       | Italia                                                      | Qual. Mondiali 2018                                         | Graziano Pellè Antonio Candreva Ciro Immobile                                                                | All:G.P. Ventura Cap:G. Buffon                              |
| 6-10-2016                                                   | Torino                                                      | Italia                                                      | 1 – 1                                                       | Spagna                                                      | Qual. Mondiali 2018                                         | Daniele De Rossi                                                                                             | All:G.P. Ventura Cap:G. Buffon                              |
| 9-10-2016                                                   | Skopje                                                      | Macedonia                                                   | 2 – 3                                                       | Italia                                                      | Qual. Mondiali 2018                                         | Andrea Belotti 2 Ciro Immobile                                                                               | All:G.P. Ventura Cap:G. Buffon                              |
| 12-11-2016                                                  | Vaduz                                                       | Liechtenstein                                               | 0 – 4                                                       | Italia                                                      | Qual. Mondiali 2018                                         | 2 Andrea Belotti Ciro Immobile Antonio Candreva                                                              | All:G.P. Ventura Cap:G. Buffon                              |
| 15-11-2016                                                  | Milano                                                      | Italia                                                      | 0 – 0                                                       | Germania                                                    | Amichevole                                                  | - | All:G.P. Ventura Cap:G. Buffon                              |
| 24-3-2017                                                   | Palermo                                                     | Italia                                                      | 2 – 0                                                       | Albania                                                     | Qual. Mondiali 2018                                         | Daniele De Rossi Ciro Immobile                                                                               | All:G.P. Ventura Cap:G. Buffon                              |
| 28-3-2017                                                   | Amsterdam                                                   | Paesi Bassi                                                 | 1 – 2                                                       | Italia                                                      | Amichevole                                                  | Éder Leonardo Bonucci                                                                                        | All:G.P. Ventura Cap:D. De Rossi                            |
| 7-6-2017                                                    | Nizza                                                       | Italia                                                      | 3 – 0                                                       | Uruguay                                                     | Amichevole                                                  | autorete Éder Daniele De Rossi                                                                               | All:G.P. Ventura Cap:D. De Rossi                            |
| 11-6-2017                                                   | Udine                                                       | Italia                                                      | 5 – 0                                                       | Liechtenstein                                               | Qual. Mondiali 2018                                         | Lorenzo Insigne Andrea Belotti Éder Federico Bernardeschi Manolo Gabbiadini                                  | All:G.P. Ventura Cap:G. Buffon                              |
| 2-9-2017                                                    | Madrid                                                      | Spagna                                                      | 3 – 0                                                       | Italia                                                      | Qual. Mondiali 2018                                         | - | All:G.P. Ventura Cap:G. Buffon                              |
| 5-9-2017                                                    | Reggio Emilia                                               | Italia                                                      | 1 – 0                                                       | Israele                                                     | Qual. Mondiali 2018                                         | Ciro Immobile                                                                                                | All:G.P. Ventura Cap:G. Buffon                              |
| 6-10-2017                                                   | Torino                                                      | Italia                                                      | 1 – 1                                                       | Macedonia                                                   | Qual. Mondiali 2018                                         | Giorgio Chiellini                                                                                            | All:G.P. Ventura Cap:G. Buffon                              |
| 9-10-2017                                                   | Scutari                                                     | Albania                                                     | 0 – 1                                                       | Italia                                                      | Qual. Mondiali 2018                                         | Antonio Candreva                                                                                             | All:G.P. Ventura Cap:G. Buffon                              |
| 10-11-2017                                                  | Solna                                                       | Svezia                                                      | 1 – 0                                                       | Italia                                                      | Qual. Mondiali 2018                                         | - | All:G.P. Ventura Cap:G. Buffon                              |
| 13-11-2017                                                  | Milano                                                      | Italia                                                      | 0 – 0                                                       | Svezia                                                      | Qual. Mondiali 2018                                         | - | All:G.P. Ventura Cap:G. Buffon                              |
| 23-3-2018                                                   | Manchester                                                  | Italia                                                      | 0 – 2                                                       | Argentina                                                   | Amichevole                                                  | - | All:L. Di Biagio Cap:G. Buffon                              |
| 27-3-2018                                                   | Londra                                                      | Inghilterra                                                 | 1 – 1                                                       | Italia                                                      | Amichevole                                                  | Lorenzo Insigne                                                                                              | All:L. Di Biagio Cap:L. Bonucci                             |
| 28-5-2018                                                   | San Gallo                                                   | Italia                                                      | 2 – 1                                                       | Arabia Saudita                                              | Amichevole                                                  | Mario Balotelli Andrea Belotti                                                                               | All:R. Mancini Cap:L. Bonucci                               |
| 1-6-2018                                                    | Nizza                                                       | Francia                                                     | 3 – 1                                                       | Italia                                                      | Amichevole                                                  | Leonardo Bonucci                                                                                             | All:R. Mancini Cap:L. Bonucci                               |
| 4-6-2018                                                    | Torino                                                      | Italia                                                      | 1 – 1                                                       | Paesi Bassi                                                 | Amichevole                                                  | Simone Zaza                                                                                                  | All:R. Mancini Cap:L. Insigne                               |
| 7-9-2018                                                    | Bologna                                                     | Italia                                                      | 1 – 1                                                       | Polonia                                                     | Nations League - 1º Turno                                   | Jorginho | All:R. Mancini Cap:G. Chiellini                             |
| 10-9-2018                                                   | Lisbona                                                     | Portogallo                                                  | 1 – 0                                                       | Italia                                                      | Nations League - 1º Turno                                   | - | All:R. Mancini Cap:C. Immobile                              |
| 10-10-2018                                                  | Genova                                                      | Italia                                                      | 1 – 1                                                       | Ucraina                                                     | Amichevole                                                  | Federico Bernardeschi                                                                                        | All:R. Mancini Cap:G. Chiellini                             |
| 14-10-2018                                                  | Chorzów                                                     | Polonia                                                     | 0 – 1                                                       | Italia                                                      | Nations League - 1º Turno                                   | Cristiano Biraghi                                                                                            | All:R. Mancini Cap:G. Chiellini                             |
| 17-11-2018                                                  | Milano                                                      | Italia                                                      | 0 – 0                                                       | Portogallo                                                  | Nations League - 1º Turno                                   | - | All:R. Mancini Cap:G. Chiellini                             |
| 20-11-2018                                                  | Genk                                                        | Italia                                                      | 1 – 0                                                       | Stati Uniti                                                 | Amichevole                                                  | Matteo Politano                                                                                              | All:R. Mancini Cap:L. Bonucci                               |
| 23-3-2019                                                   | Udine                                                       | Italia                                                      | 2 – 0                                                       | Finlandia                                                   | Qual. Euro 2020                                             | Nicolò Barella Moise Kean                                                                                    | All:R. Mancini Cap:G. Chiellini                             |
| 26-3-2019                                                   | Parma                                                       | Italia                                                      | 6 – 0                                                       | Liechtenstein                                               | Qual. Euro 2020                                             | Stefano Sensi Marco Verratti 2 Fabio Quagliarella Moise Kean Leonardo Pavoletti                              | All:R. Mancini Cap:L. Bonucci                               |
| 8-6-2019                                                    | Amarousio                                                   | Grecia                                                      | 0 – 3                                                       | Italia                                                      | Qual. Euro 2020                                             | Nicolò Barella Lorenzo Insigne Leonardo Bonucci                                                              | All:R. Mancini Cap:G. Chiellini                             |
| 11-6-2019                                                   | Torino                                                      | Italia                                                      | 2 – 1                                                       | Bosnia ed Erzegovina                                        | Qual. Euro 2020                                             | Lorenzo Insigne Marco Verratti                                                                               | All:R. Mancini Cap:G. Chiellini                             |
| 5-9-2019                                                    | Erevan                                                      | Armenia                                                     | 1 – 3                                                       | Italia                                                      | Qual. Euro 2020                                             | Andrea Belotti Lorenzo Pellegrini autorete                                                                   | All:R. Mancini Cap:L. Bonucci                               |
| 8-9-2019                                                    | Tampere                                                     | Finlandia                                                   | 1 – 2                                                       | Italia                                                      | Qual. Euro 2020                                             | Ciro Immobile Jorginho                                                                                       | All:R. Mancini Cap:L. Bonucci                               |
| 12-10-2019                                                  | Roma                                                        | Italia                                                      | 2 – 0                                                       | Grecia                                                      | Qual. Euro 2020                                             | Jorginho Federico Bernardeschi                                                                               | All:R. Mancini Cap:L. Bonucci                               |
| 15-10-2019                                                  | Vaduz                                                       | Liechtenstein                                               | 0 – 5                                                       | Italia                                                      | Qual. Euro 2020                                             | Federico Bernardeschi 2 Andrea Belotti Alessio Romagnoli Stephan El Shaarawy                                 | All:R. Mancini Cap:M. Verratti                              |
| 15-11-2019                                                  | Zenica                                                      | Bosnia ed Erzegovina                                        | 0 – 3                                                       | Italia                                                      | Qual. Euro 2020                                             | Francesco Acerbi Lorenzo Insigne Andrea Belotti                                                              | All:R. Mancini Cap:L. Bonucci                               |
| 18-11-2019                                                  | Palermo                                                     | Italia                                                      | 9 – 1                                                       | Armenia                                                     | Qual. Euro 2020                                             | 2 Ciro Immobile 2 Nicolò Zaniolo Nicolò Barella Alessio Romagnoli Jorginho Riccardo Orsolini Federico Chiesa | All:R. Mancini Cap:L. Bonucci                               |
| 4-9-2020                                                    | Firenze                                                     | Italia                                                      | 1 – 1                                                       | Bosnia ed Erzegovina                                        | Nations League - 1º Turno                                   | Stefano Sensi                                                                                                | All:R. Mancini Cap:L. Bonucci                               |
| 7-9-2020                                                    | Amsterdam                                                   | Paesi Bassi                                                 | 0 – 1                                                       | Italia                                                      | Nations League - 1º Turno                                   | Nicolò Barella                                                                                               | All:R. Mancini Cap:G. Chiellini                             |
| 7-10-2020                                                   | Firenze                                                     | Italia                                                      | 6 – 0                                                       | Moldavia                                                    | Amichevole                                                  | Bryan Cristante Francesco Caputo 2 Stephan El Shaarawy autorete Domenico Berardi                             | All:R. Mancini Cap:S. El Shaarawy                           |
| 11-10-2020                                                  | Danzica                                                     | Polonia                                                     | 0 – 0                                                       | Italia                                                      | Nations League - 1º Turno                                   | - | All:R. Mancini Cap:L. Bonucci                               |
| 14-10-2020                                                  | Bergamo                                                     | Italia                                                      | 1 – 1                                                       | Paesi Bassi                                                 | Nations League - 1º Turno                                   | Lorenzo Pellegrini                                                                                           | All:R. Mancini Cap:G. Chiellini                             |
| 11-11-2020                                                  | Firenze                                                     | Italia                                                      | 4 – 0                                                       | Estonia                                                     | Amichevole                                                  | 2 Vincenzo Grifo Federico Bernardeschi Riccardo Orsolini                                                     | All:A. Evani Cap:S. Sirigu                                  |
| 15-11-2020                                                  | Reggio Emilia                                               | Italia                                                      | 2 – 0                                                       | Polonia                                                     | Nations League - 1º Turno                                   | Jorginho Domenico Berardi                                                                                    | All:A. Evani Cap:A. Florenzi                                |
| 18-11-2020                                                  | Sarajevo                                                    | Bosnia ed Erzegovina                                        | 0 – 2                                                       | Italia                                                      | Nations League - 1º Turno                                   | Andrea Belotti Domenico Berardi                                                                              | All:A. Evani Cap:A. Florenzi                                |
| Totale                                                      |                                                             | Presenze                                                    | 120                                                         |                                                             | Reti                                                        | 194 |                                                             |

## Partite dal 2021 al 2030
| Cronologia completa degli incontri della nazionale ― Italia | Cronologia completa degli incontri della nazionale ― Italia | Cronologia completa degli incontri della nazionale ― Italia | Cronologia completa degli incontri della nazionale ― Italia | Cronologia completa degli incontri della nazionale ― Italia | Cronologia completa degli incontri della nazionale ― Italia | Cronologia completa degli incontri della nazionale ― Italia                                | Cronologia completa degli incontri della nazionale ― Italia |
| Data                                                        | Città                                                       | In casa                                                     | Risultato                                                   | Ospiti                                                      | Competizione                                                | Reti                                                                                       | Note                                                        |
| ----------------------------------------------------------- | ----------------------------------------------------------- | ----------------------------------------------------------- | ----------------------------------------------------------- | ----------------------------------------------------------- | ----------------------------------------------------------- | ------------------------------------------------------------------------------------------ | ----------------------------------------------------------- |
| 25-3-2021                                                   | Parma                                                       | Italia                                                      | 2 – 0                                                       | Irlanda del Nord                                            | Qual. Mondiali 2022                                         | Domenico Berardi Ciro Immobile                                                             | All:R. Mancini Cap:G. Chiellini                             |
| 28-3-2021                                                   | Sofia                                                       | Bulgaria                                                    | 0 – 2                                                       | Italia                                                      | Qual. Mondiali 2022                                         | Andrea Belotti Manuel Locatelli                                                            | All:R. Mancini Cap:L. Bonucci                               |
| 31-3-2021                                                   | Vilnius                                                     | Lituania                                                    | 0 – 2                                                       | Italia                                                      | Qual. Mondiali 2022                                         | Stefano Sensi Ciro Immobile                                                                | All:R. Mancini Cap:C. Immobile                              |
| 28-5-2021                                                   | Cagliari                                                    | Italia                                                      | 7 – 0                                                       | San Marino                                                  | Amichevole                                                  | Federico Bernardeschi Gian Marco Ferrari 2 Matteo Politano Andrea Belotti 2 Matteo Pessina | All:R. Mancini Cap:F. Bernardeschi                          |
| 4-6-2021                                                    | Bologna                                                     | Italia                                                      | 4 – 0                                                       | Rep. Ceca                                                   | Amichevole                                                  | Ciro Immobile Nicolò Barella Lorenzo Insigne Domenico Berardi                              | All:R. Mancini Cap:G. Chiellini                             |
| 11-6-2021                                                   | Roma                                                        | Turchia                                                     | 0 – 3                                                       | Italia                                                      | Euro 2020 - 1º Turno                                        | autorete Ciro Immobile Lorenzo Insigne                                                     | All:R. Mancini Cap:G. Chiellini                             |
| 16-6-2021                                                   | Roma                                                        | Italia                                                      | 3 – 0                                                       | Svizzera                                                    | Euro 2020 - 1º Turno                                        | 2 Manuel Locatelli Ciro Immobile                                                           | All:R. Mancini Cap:G. Chiellini                             |
| 20-6-2021                                                   | Roma                                                        | Italia                                                      | 1 – 0                                                       | Galles                                                      | Euro 2020 - 1º Turno                                        | Matteo Pessina                                                                             | All:R. Mancini Cap:L. Bonucci                               |
| 26-6-2021                                                   | Londra                                                      | Italia                                                      | 2 – 1 dts                                                   | Austria                                                     | Euro 2020 - Ottavi                                          | Federico Chiesa Matteo Pessina                                                             | All:R. Mancini Cap:L. Bonucci                               |
| 2-7-2021                                                    | Monaco di Baviera                                           | Belgio                                                      | 1 – 2                                                       | Italia                                                      | Euro 2020 - Quarti                                          | Nicolò Barella Lorenzo Insigne                                                             | All:R. Mancini Cap:G. Chiellini                             |
| 6-7-2021                                                    | Londra                                                      | Italia                                                      | 1 – 1 dts (4-2 dtr)                                         | Spagna                                                      | Euro 2020 - Semifinale                                      | Federico Chiesa                                                                            | All:R. Mancini Cap:G. Chiellini                             |
| 11-7-2021                                                   | Londra                                                      | Italia                                                      | 1 – 1 dts (3-2 dtr)                                         | Inghilterra                                                 | Euro 2020 - Finale                                          | Leonardo Bonucci                                                                           | 2º Titolo Europeo All:R. Mancini Cap:G. Chiellini           |
| 2-9-2021                                                    | Firenze                                                     | Italia                                                      | 1 – 1                                                       | Bulgaria                                                    | Qual. Mondiali 2022                                         | Federico Chiesa                                                                            | All:R. Mancini Cap:L. Bonucci                               |
| 5-9-2021                                                    | Basilea                                                     | Svizzera                                                    | 0 – 0                                                       | Italia                                                      | Qual. Mondiali 2022                                         | -                                                                                          | All:R. Mancini Cap:G. Chiellini                             |
| 8-9-2021                                                    | Reggio Emilia                                               | Italia                                                      | 5 – 0                                                       | Lituania                                                    | Qual. Mondiali 2022                                         | 2 Moise Kean autorete Giacomo Raspadori Giovanni Di Lorenzo                                | All:R. Mancini Cap:Jorginho                                 |
| 6-10-2021                                                   | Milano                                                      | Italia                                                      | 1 – 2                                                       | Spagna                                                      | Nations League - Semifinale                                 | Lorenzo Pellegrini                                                                         | All:R. Mancini Cap:L. Bonucci                               |
| 10-10-2021                                                  | Torino                                                      | Italia                                                      | 2 – 1                                                       | Belgio                                                      | Nations League - Finale 3º posto                            | Nicolò Barella Domenico Berardi                                                            | 3º Posto All:R. Mancini Cap:G. Donnarumma                   |
| 12-11-2021                                                  | Roma                                                        | Italia                                                      | 1 – 1                                                       | Svizzera                                                    | Qual. Mondiali 2022                                         | Giovanni Di Lorenzo                                                                        | All:R. Mancini Cap:L. Bonucci                               |
| 15-11-2021                                                  | Belfast                                                     | Irlanda del Nord                                            | 0 – 0                                                       | Italia                                                      | Qual. Mondiali 2022                                         | -                                                                                          | All:R. Mancini Cap:L. Bonucci                               |
| 24-3-2022                                                   | Palermo                                                     | Italia                                                      | 0 – 1                                                       | Macedonia del Nord                                          | Qual. Mondiali 2022                                         | -                                                                                          | All:R. Mancini Cap:C. Immobile                              |
| 29-3-2022                                                   | Konya                                                       | Turchia                                                     | 2 – 3                                                       | Italia                                                      | Amichevole                                                  | Bryan Cristante 2 Giacomo Raspadori                                                        | All:R. Mancini Cap:G. Chiellini                             |
| 1-6-2022                                                    | Londra                                                      | Italia                                                      | 0 – 3                                                       | Argentina                                                   | Coppa dei Campioni CONMEBOL-UEFA                            | -                                                                                          | All:R. Mancini Cap:G. Chiellini                             |
| 4-6-2022                                                    | Bologna                                                     | Italia                                                      | 1 – 1                                                       | Germania                                                    | Nations League - 1º turno                                   | Lorenzo Pellegrini                                                                         | All:R. Mancini Cap:A. Florenzi                              |
| 7-6-2022                                                    | Cesena                                                      | Italia                                                      | 2 – 1                                                       | Ungheria                                                    | Nations League - 1º turno                                   | Nicolò Barella Lorenzo Pellegrini                                                          | All:R. Mancini Cap:G. Donnarumma                            |
| 11-6-2022                                                   | Wolverhampton                                               | Inghilterra                                                 | 0 – 0                                                       | Italia                                                      | Nations League - 1º turno                                   | -                                                                                          | All:R. Mancini Cap:G. Donnarumma                            |
| 14-6-2022                                                   | Mönchengladbach                                             | Germania                                                    | 5 – 2                                                       | Italia                                                      | Nations League - 1º turno                                   | Wilfried Gnonto Alessandro Bastoni                                                         | All:R. Mancini Cap:G. Donnarumma                            |
| 23-9-2022                                                   | Milano                                                      | Italia                                                      | 1 – 0                                                       | Inghilterra                                                 | Nations League - 1º Turno                                   | Giacomo Raspadori                                                                          | All:R. Mancini Cap:L. Bonucci                               |
| 26-9-2022                                                   | Budapest                                                    | Ungheria                                                    | 0 – 2                                                       | Italia                                                      | Nations League - 1º Turno                                   | Giacomo Raspadori Federico Dimarco                                                         | All:R. Mancini Cap:L. Bonucci                               |
| 16-11-2022                                                  | Tirana                                                      | Albania                                                     | 1 – 3                                                       | Italia                                                      | Amichevole                                                  | Giovanni Di Lorenzo 2 Vincenzo Grifo                                                       | All:R. Mancini Cap:L. Bonucci                               |
| 20-11-2022                                                  | Vienna                                                      | Austria                                                     | 2 – 0                                                       | Italia                                                      | Amichevole                                                  | -                                                                                          | All:R. Mancini Cap:L. Bonucci                               |
| 23-3-2023                                                   | Napoli                                                      | Italia                                                      | 1 – 2                                                       | Inghilterra                                                 | Qual. Euro 2024                                             | Mateo Retegui                                                                              | All:R. Mancini Cap:M. Verratti                              |
| 26-3-2023                                                   | Ta' Qali                                                    | Malta                                                       | 0 – 2                                                       | Italia                                                      | Qual. Euro 2024                                             | Mateo Retegui Matteo Pessina                                                               | All:R. Mancini Cap:G. Donnarumma                            |
| 15-6-2023                                                   | Enschede                                                    | Spagna                                                      | 2 – 1                                                       | Italia                                                      | Nations League - Semifinale                                 | Ciro Immobile                                                                              | All:R. Mancini Cap:L. Bonucci                               |
| 18-6-2023                                                   | Enschede                                                    | Paesi Bassi                                                 | 2 – 3                                                       | Italia                                                      | Nations League - Finale 3º posto                            | Federico Dimarco Davide Frattesi Federico Chiesa                                           | 3º Posto All:R. Mancini Cap:G. Donnarumma                   |
| 9-9-2023                                                    | Skopje                                                      | Macedonia del Nord                                          | 1 – 1                                                       | Italia                                                      | Qual. Euro 2024                                             | Ciro Immobile                                                                              | All:L. Spalletti Cap:C. Immobile                            |
| 12-9-2023                                                   | Milano                                                      | Italia                                                      | 2 – 1                                                       | Ucraina                                                     | Qual. Euro 2024                                             | 2 Davide Frattesi                                                                          | All:L. Spalletti Cap:G. Donnarumma                          |
| 14-10-2023                                                  | Bari                                                        | Italia                                                      | 4 – 0                                                       | Malta                                                       | Qual. Euro 2024                                             | Giacomo Bonaventura 2 Domenico Berardi Davide Frattesi                                     | All:L. Spalletti Cap:G. Donnarumma                          |
| 17-10-2023                                                  | Londra                                                      | Inghilterra                                                 | 3 – 1                                                       | Italia                                                      | Qual. Euro 2024                                             | Gianluca Scamacca                                                                          | All:L. Spalletti Cap:G. Donnarumma                          |
| 17-11-2023                                                  | Roma                                                        | Italia                                                      | 5 – 2                                                       | Macedonia del Nord                                          | Qual. Euro 2024                                             | Matteo Darmian 2 Federico Chiesa Giacomo Raspadori Stephan El Shaarawy                     | All:L. Spalletti Cap:G. Donnarumma                          |
| 20-11-2023                                                  | Leverkusen                                                  | Ucraina                                                     | 0 – 0                                                       | Italia                                                      | Qual. Euro 2024                                             | -                                                                                          | All:L. Spalletti Cap:G. Donnarumma                          |
| 21-3-2024                                                   | Fort Lauderdale                                             | Venezuela                                                   | 1 – 2                                                       | Italia                                                      | Amichevole                                                  | 2 Mateo Retegui                                                                            | All:L. Spalletti Cap:G. Donnarumma                          |
| 24-3-2024                                                   | Harrison                                                    | Ecuador                                                     | 0 – 2                                                       | Italia                                                      | Amichevole                                                  | Lorenzo Pellegrini Nicolò Barella                                                          | All:L. Spalletti Cap:N. Barella                             |
| 4-6-2024                                                    | Bologna                                                     | Italia                                                      | 0 – 0                                                       | Turchia                                                     | Amichevole                                                  | -                                                                                          | All:L. Spalletti Cap:Jorginho                               |
| 9-6-2024                                                    | Empoli                                                      | Italia                                                      | 1 – 0                                                       | Bosnia ed Erzegovina                                        | Amichevole                                                  | Davide Frattesi                                                                            | All:L. Spalletti Cap:G. Donnarumma                          |
| 15-6-2024                                                   | Dortmund                                                    | Italia                                                      | 2 – 1                                                       | Albania                                                     | Euro 2024 - 1º Turno                                        | Alessandro Bastoni Nicolò Barella                                                          | All:L. Spalletti Cap:G. Donnarumma                          |
| 20-6-2024                                                   | Gelsenkirchen                                               | Spagna                                                      | 1 – 0                                                       | Italia                                                      | Euro 2024 - 1º Turno                                        | -                                                                                          | All:L. Spalletti Cap:G. Donnarumma                          |
| 24-6-2024                                                   | Lipsia                                                      | Croazia                                                     | 1 – 1                                                       | Italia                                                      | Euro 2024 - 1º Turno                                        | Mattia Zaccagni                                                                            | All:L. Spalletti Cap:G. Donnarumma                          |
| 29-6-2024                                                   | Berlino                                                     | Svizzera                                                    | 2 – 0                                                       | Italia                                                      | Euro 2024 - Ottavi                                          | -                                                                                          | All:L. Spalletti Cap:G. Donnarumma                          |
| 6-9-2024                                                    | Parigi                                                      | Francia                                                     | 1 – 3                                                       | Italia                                                      | Nations League - 1º Turno                                   | Federico Dimarco Davide Frattesi Giacomo Raspadori                                         | All:L. Spalletti Cap:G. Donnarumma                          |
| 9-9-2024                                                    | Budapest                                                    | Israele                                                     | 1 – 2                                                       | Italia                                                      | Nations League - 1º Turno                                   | Davide Frattesi Moise Kean                                                                 | All:L. Spalletti Cap:G. Donnarumma                          |
| 10-10-2024                                                  | Roma                                                        | Italia                                                      | 2 – 2                                                       | Belgio                                                      | Nations League - 1º Turno                                   | Andrea Cambiaso Mateo Retegui                                                              | All:L. Spalletti Cap:G. Donnarumma                          |
| 14-10-2024                                                  | Udine                                                       | Italia                                                      | 4 – 1                                                       | Israele                                                     | Nations League - 1º Turno                                   | Mateo Retegui 2 Giovanni Di Lorenzo Davide Frattesi                                        | All:L. Spalletti Cap:G. Di Lorenzo                          |
| 14-11-2024                                                  | Bruxelles                                                   | Belgio                                                      | 0 – 1                                                       | Italia                                                      | Nations League - 1º Turno                                   | Sandro Tonali                                                                              | All:L. Spalletti Cap:G. Donnarumma                          |
| 17-11-2024                                                  | Milano                                                      | Italia                                                      | 1 – 3                                                       | Francia                                                     | Nations League - 1º Turno                                   | Andrea Cambiaso                                                                            | All:L. Spalletti Cap:N. Barella                             |
| 20-3-2025                                                   | Milano                                                      | Italia                                                      | 1 – 2                                                       | Germania                                                    | Nations League - Quarti                                     | Sandro Tonali                                                                              | All:L. Spalletti Cap:G. Donnarumma                          |
| 23-3-2025                                                   | Dortmund                                                    | Germania                                                    | 3 – 3                                                       | Italia                                                      | Nations League - Quarti                                     | 2 Moise Kean Giacomo Raspadori                                                             | All:L. Spalletti Cap:G. Donnarumma                          |
| 6-6-2025                                                    | Oslo                                                        | Norvegia                                                    | 3 – 0                                                       | Italia                                                      | Qual. Mondiali 2026                                         |                                                                                            | All:L. Spalletti Cap:G. Donnarumma                          |
| 9-6-2025                                                    | Reggio Emilia                                               | Italia                                                      | 2 – 0                                                       | Moldavia                                                    | Qual. Mondiali 2026                                         | Giacomo Raspadori Andrea Cambiaso                                                          | All:L. Spalletti Cap:G. Donnarumma                          |
| 5-9-2025                                                    | Bergamo                                                     | Italia                                                      | –                                                           | Estonia                                                     | Qual. Mondiali 2026                                         | -                                                                                          | All:G. Gattuso Cap:                                         |
| 8-9-2025                                                    | Debrecen                                                    | Israele                                                     | –                                                           | Italia                                                      | Qual. Mondiali 2026                                         | -                                                                                          | All:G. Gattuso Cap:                                         |
| 11-10-2025                                                  | Tallinn                                                     | Estonia                                                     | –                                                           | Italia                                                      | Qual. Mondiali 2026                                         | -                                                                                          | All:G. Gattuso Cap:                                         |
| 14-10-2025                                                  | Udine                                                       | Italia                                                      | –                                                           | Israele                                                     | Qual. Mondiali 2026                                         | -                                                                                          | All:G. Gattuso Cap:                                         |
| 13-11-2025                                                  | Chișinău                                                    | Moldavia                                                    | –                                                           | Italia                                                      | Qual. Mondiali 2026                                         | -                                                                                          | All:G. Gattuso Cap:                                         |
| 16-11-2025                                                  | Milano                                                      | Italia                                                      | –                                                           | Norvegia                                                    | Qual. Mondiali 2026                                         | -                                                                                          | All:G. Gattuso Cap:                                         |
| Totale                                                      |                                                             | Presenze                                                    | 58                                                          |                                                             | Reti                                                        | 101                                                                                        |                                                             |